# Mavilla (Vega Alta)
Mavilla es un barrio ubicado en el municipio de Vega Alta en el estado libre asociado de Puerto Rico. En el Censo de 2010 tenía una población de 369 habitantes y una densidad poblacional de 320,16 personas por km².

## Geografía
Mavilla se encuentra ubicado en las coordenadas 18°21′47″N 66°20′48″O / 18.36306, -66.34667. Según la Oficina del Censo de los Estados Unidos, Mavilla tiene una superficie total de 1.15 km², que corresponden a tierra firme.

## Demografía
Según el censo de 2010, había 369 personas residiendo en Mavilla. La densidad de población era de 320,16 hab./km². De los 369 habitantes, Mavilla estaba compuesto por el 59.89% blancos, el 13.01% eran afroamericanos, el 0.27% eran amerindios, el 26.29% eran de otras razas y el 0.54% pertenecían a dos o más razas. Del total de la población el 99.19% eran hispanos o latinos de cualquier raza.